# Хорікосі Дзіро
Дзіро Хорікосі (яп. 堀越 二郎, Horikoshi Jirō, 22 червня 1903 – 11 січня 1982) — головний інженер конструкції багатьох японських винищувачів часів Другої світової війни, в тому числі винищувача Міцубісі А6М Зеро.

## Раннє життя
Дзіро Хорікосі народився поблизу міста Фудзіока, префектура Ґумма, Японія, у 1903 році. Хорікосі закінчив новостворену Авіаційну лабораторію (Kōkū Kenkyūjo) в рамках інженерного відділення Токійського університету, і почав свою кар'єру в Mitsubishi Internal Combustion Engine Company Limited, яка згодом стала Mitsubishi Heavy Industries, а саме на авіаційному заводі в Нагої.

## Авіаконструктор

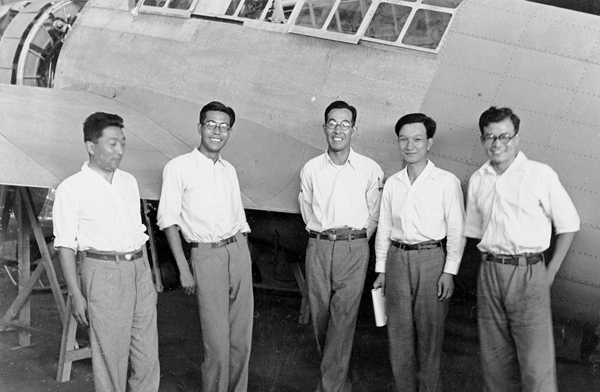
Хорікосі (в центрі) та члени проектної групи A6M1, Mitsubishi Heavy Industries (липень 1937)

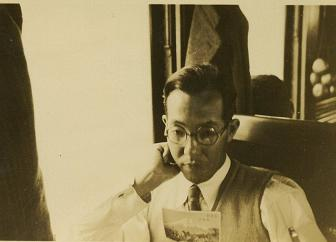
Хорікосі (жовтень 1938)

Першою роботою Дзіро Хорікосі був недопрацьований Міцубісі 1MF10, експериментальний літак, що не просунувся далі стадії прототипу після декількох льотних випробувань. Однак уроки, взяті з цієї конструкції, привели до створення набагато більш успішного Міцубісі A5M (кодове ім'я союзників «Клод»), який надійшов у масове виробництво в 1936 році.
У 1937 році Хорікосі і його команда в Міцубісі отримали замовлення на розробку Прототипу 12 (на честь 12-го року епохи Сьова). Прототип 12 було закінчено у липні 1940 року, і прийнято Японським Імперським флотом. Оскільки 1940 рік був роком 2600 японського календаря 2600, новий винищувач названо «модель 00», або ж «нуль», або А6М Зеро; в Японії він також відомий як «Рей-сен» (буквально означає «нульовий бій», скорочено від нульова модель бойового літака). Згодом він брав участь у виробництві багатьох інших винищувачів Mitsubishi, у тому числі Міцубісі Ј2М J2M Raiden (блискавка) і Міцубісі А7М Reppu (сильний шторм).

## Роки війни
Незважаючи на тісні зв'язки компанії Mitsubishi з японським військовим відомством і його безпосередню участь у загальній підготовці до Другої світової Війни, Хорікосі був рішуче проти того, що він розглядав як даремну війну. Уривки з його особистого щоденника за останній рік війни були опубліковані в 1956 році і прояснили його позицію:
Коли ми прокинулися уранці 8 грудня 1941 року, ми виявилися — без жодного попередження — втягнутими у війну… З того часу, більшість з нас, хто справді розумів неймовірну промислову силу Сполучених Штатів, ніколи не вірили, що Японія може виграти цю війну. Ми були переконані, що наш уряд, звичайно ж, має на думці якісь дипломатичні заходи, якими зупинить цей конфлікт до того, як ситуація стане катастрофічною для Японії. але зараз, позбавлені хоч якихось спроб сильного уряду знайти дипломатичний вихід, ми наближаємось до прірви. Японія знищується. Я не можу робити [нічого] іншого, крім як нарікати на військову ієрархію і сліпих політиків при владі, які втягнули Японію у цей пекельний котел поразки.:401–2
7 грудня 1944 року потужний землетрус у регіон Токай змусили Міцубісі припинити виробництво літаків на заводі в Огімачі, Нагоя. Через тиждень повітряний наліт на B-29 на завод двигунів Міцубісі у Дайко-чо, Нагоя, завдав значної шкоди цехам і зумовив серйозний спад виробництва. Хорікосі, який був на конференції в Токіо з офіцерами Імперського флоту, щоб обговорити новий винищувач Reppu, повернувся в Нагою 17-го числа, «встигнувши» потрапити під інший повітряний наліт на заводи Міцубісі наступного дня. Внаслідок повітряного нальоту компанія евакуювала обладнання й інженерів до східного передмістя Нагої. Хорікосі і конструкторський відділ були переселені в реквізовану будівлю школи. Виснажений роботою, Хорікосі у грудні захворів на плеврит  і залишався прикутим до ліжка до початку квітня. У цей час він детально записував жахи частих повітряних нальотів на Токіо і Нагою, в тому числі руйнівне бомбардування Токіо 9-10 березня. Масований повітряний наліт на Нагою наступної ночі, під час якого «Б-29» скидали "десятки тисяч запальних бомб, " знищив більшу частину переважно дерев'яного міста. 12 березня Хорікосі відправив більшість своєї сім'ї, включаючи стареньку матір, дітей і шваґера, в рідне село біля Такасакі, подалі від бомбардувань, хоча дружина залишилася з ним у місті.:397–402
Попри те, що тривала хвороба сильно його послабила, у травні Хорікосі повернувся на роботу у Міцубісі. Його поставили на завод № 1 у Мацумото в Нагано. Їдучи у поїзді в Матсумото, він побачив справжні масштаби впливу війни на Нагою:
Уперше я справді побачив наслідки підпалювальних рейдів на Нагою. Місто знищене, обвуглене і невимовно спустошене. Моя колишня фабрика — схожий на привида уламок зі сталевих ребер, понівечених бомбами і розірваних силами розгону. Важко повірити, що все це правда. Я знав, скоро поправлюсь. Однак дивно, що мені трохи хочеться повернутися до роботи. Враження від пошматованого міста і знищених заводів мене не покине.:401–2
Хорікосі все ще дуже слабкий, тож його відправили додому на відпочинок лише через тиждень після повернення на роботу. Він повернувся в рідне місто, де возз'єднався з родиною, і відновлював сили впродовж липня. У своєму щоденнику він записав, що вони все ще чули віддалені вибухи від бомбардувань союзників Такасакі й Маебасі неподалік. Хорікосі описав занурення Японії в хаос і виснаження під час останніх місяців війни. Він повернувся на роботу на завод Мацумото 22 липня, і попри те, що завод не постраждав від повітряних нальотів, його підлеглі були деморалізовані, а робота хаотичною через екстрені евакуації, які розсіяли робітників і майстерні по всій країні. Більшість працівників Міцубісі, що залишилися, на початок серпня вже припинили будь-які намагання працювати, очікуючи поразки і капітуляції Японії, яка, врешті, й сталася 15 серпня.:403–6

## Подальше життя
Після війни Хорікосі брав участь в розробці YS-11 разом з Хідемаса Кімура. Згодом він залишив Міцубісі і викладав в освітніх і науково-дослідних закладах. З 1963 по 1965 рік він був викладачем в Інституті космосу і аеронавтики Токійського університету, а згодом професором Національної академії оборони з 1965 по 1969 роки. У 1972—73 роках він був професором інженерного факультету Університету Ніхон.
У 1956 році Хорікосі працював над книжкою про Зеро спільно з Окумія Масатаке, генералом Повітряних сил самооборони Японії та колишнім командором Імперських морських сил, який під час війни керував ескадронами винищувачів Зеро. Книга була опублікована в США у 1956 році під назвою як Zero: The Story of Japan's Air War in the Pacific («Зеро: Історія повітряної війни Японії над Тихим океаном»).
Напів у відставці на початку 1970-х років, він виступав  радником спілки японських авіаконструкторів і продовжував отримувати листи від ентузіастів авіації з усього світу. Під час поїздки в Нью-Йорк, він відвідав Лонг-Айленд і зупинився у Garden City Hotel, де Чарльз Ліндберг провів ніч перед своїм одиночним трансатлантичним перельотом у 1927 році.
Восени 1973 року Хорікосі удостоєний Ордена Вранішнього Сонця третього класу за свої досягнення. Його мемуари про розробку Зеро була опубліковані в Японії у 1970 році, а згодом перекладені University of Washington Press й у 1981 році видані англійською мовою під назвою Eagles of Mitsubishi: The Story of the Zero Fighter («Орли Міцубісі: Історія винищувача Зеро»).
Хорікосі помер від пневмонії в одній з токійських лікарень 11 січня 1982 року у віці 78 років. Некролог з'явився у кількох великих газетах по всьому світу, включаючи Вашингтон-пост і Нью-Йорк Таймс. Його було посмертно підвищено до четвертого рангу у порядку старшинства. У нього було п'ятеро дітей, з яких ніхто не пішов у сферу авіаконструювання чи інженерії.

## У популярній культурі
Хорікосі є центральним персонажем аніме «Здійнявся вітер», значно белетризованому біографічному фільмі режисера Хаяо Міядзакі. Фільм вийшов у 2013 році, у ньому Хорікосі говорить голосом Хідеакі Анно (в англійському дубляжі озвучив Джозеф Гордон-Левітт). Зокрема, хоча у фільмі збережена послідовність розвитку конструкцій літаків, подробиці його особистого життя є повністю вигаданими (наприклад, у нього був старший брат, а не молодша сестра, а дружина не хворіла на туберкульоз). Ці додаткові сюжетні елементи були адаптовані Міядзакі з роману «Здійнявся вітер» Хорі Тацуо 1937 року.